# Giovanni Ernesto di Sassonia-Eisenach
Giovanni Ernesto di Sassonia-Eisenach (Gotha, 9 luglio 1566 – Eisenach, 23 ottobre 1638) fu duca di Sassonia-Eisenach e successivamente anche di Sassonia-Coburgo.

## Biografia
Egli fu il quarto (ma il secondo sopravvissuto) dei figli di Giovanni Federico II di Sassonia e di Elisabetta di Wittelsbach-Simmern.
Suo nonno, Giovanni Federico I di Sassonia, aveva ottenuto il titolo di elettore, che però aveva perso dopo la Battaglia di Mühlberg, alla decapitazione del suo parente Maurizio, della linea albertina. Suo padre aveva tentato invano di riappropriarsi del titolo. per queste ragioni egli accolse benevolmente il cavaliere bandito dall'impero, Wilhelm von Grumbach, che aveva subito sulla propria pelle l'opposizione dell'imperatore.
Dopo solo un anno dalla sua nascita, Giovanni Ernesto, venne tenuto prigioniero a Gotha dalle truppe dell'elettore Augusto di Sassonia, che espugnarono presto il castello. Suo padre venne condannato al carcere a vita. Sua madre, e la sorella maggiore di Giovanni Ernesto dovettero fuggire da Gotha. Esse trovarono dapprima protezione presso lo zio Giovanni Guglielmo di Sassonia-Weimar, ottenendo il governo delle terre dall'imperatore e tutelando allo stesso tempo i nipoti. Dopo un breve periodo di residenza a Weimar, Giovanni Ernesto, come del resto sua madre ed i suoi fratelli, visse a Eisenach ed a Eisenberg.

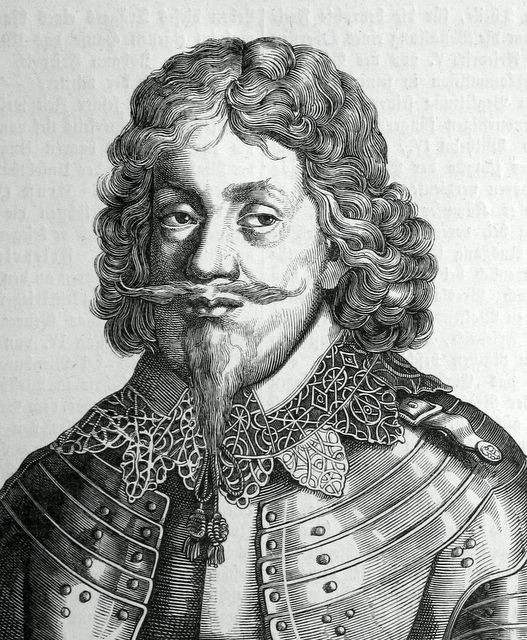
Giovanni Ernesto di Sassonia-Eisenach

Successivamente suo zio perse il favore imperiale. Nel corso della Dieta di Spira (1570), l'Imperatore decise di restaurare sul trono i tre figli di Giovanni Federico II.
Nel 1572 suo fratello maggiore, Federico Enrico, morì di febbre tifoidea. Nello stesso anno, grazie alla Divisione di Erfurt, venne attuata la decisione della Dieta di Spira: le terre del padre vennero nuovamente separate dal Ducato di Sassonia-Weimar, a creare il nuovo Ducato di Sassonia-Coburgo-Eisenach. Giovanni Ernesto e suo fratello maggiore Giovanni Casimiro, divennero i reggenti dei nuovi ducati; a causa della loro minore età, ad ogni modo, furono posti sotto la tutela di tre principi elettori: Federico III di Baviera (loro nonno materno), Giovanni Giorgio di Brandeburgo e Augusto di Sassonia; essi ottennero inoltre la reggenza del Sassonia-Coburgo-Eisenach.
Al trasferimento della madre in Austria, intenzionata a seguire il marito nella prigionia, i due giovani principi spostarono la loro residenza a Coburgo, la futura capitale del principato. Con appena sei anni d'età, Giovanni Ernesto venne separato dalla famiglia ed affidato all'istruzione di precettori a lui completamente estranei. Sin dal 1578 egli frequentò l'Università di Lipsia assieme al fratello. Nel 1586, dopo il matrimonio di suo fratello con Anna di Sassonia, figlia dell'elettore Augusto, egli divenne col fratello il reggente autonomo di Sassonia-Coburgo-Eisenach. Giovanni Casimiro e Giovanni Ernesto governarono assieme il principato nei successivi dieci anni, lasciando comunque la maggior responsabilità di governo al fratello maggiore. Per dividere la sua residenza da quella del fratello, Giovanni Ernesto si stabilì a Marksuhl nel 1587. Dopo anni di compromessi, Giovanni Casimiro acconsentì ad una divisione dei territori col fratello. Il Ducato di Sassonia-Eisenach divenne un principato separato dal Sassonia-Coburgo, che rimase a Giovanni Casimiro. Durante il primo anno di regno, Giovanni Ernesto continuò a risiedere a Marksuhl dal momento che Eisenach, la sua nuova residenza, non era ancora pronta.
Nel 1598 Giovanni Ernesto creò un proprioLandesregierung (Governo di stato federale) e un proprio  Konsistorium. Nel 1633 suo fratello morì senza eredi. Per questo, Giovanni Ernesto ereditò anche il Sassonia-Coburgo, e governò su entrambi i ducati sino alla sua morte in unione personale, ma mantenendo la propria residenza a Eisenach.
A Wiener Neustadt il 23 novembre 1591 Giovanni Ernesto sposò Elisabetta di Mansfeld-Hinterort, che morì quattro giorni dopo aver dato alla luce l'erede, Giovanni Federico.
A Rotenburg, il 14 maggio 1598 Giovanni Ernesto si sposò in seconde nozze con Cristina d'Assia-Kassel. Il matrimonio fu felice ma senza eredi.
Con la morte di Giovanni Ernesto si conclude la linea dei Sassonia-Coburgo-Eisenach. Il suo principato venne diviso in Sassonia-Weimar e Sassonia-Altenburg.

## Ascendenza
|                                                           |                                              |                                                  | Genitori                                                                                 |  |  | Nonni |  |  | Bisnonni                                  |  |  | Trisnonni                                   |  |
|                                                           |                                              |                                                  |                                                                                          |  |  |       |  |  | Giovanni, X principe elettore di Sassonia |  |  | Ernesto, VIII principe elettore di Sassonia |  |
|                                                           |                                              |                                                  |                                                                                          |  |  |       |  |  | Giovanni, X principe elettore di Sassonia |  |  | Ernesto, VIII principe elettore di Sassonia |  |
|                                                           |                                              | Elisabetta di Baviera                            |                                                                                          |  |  |       |  |  | Giovanni, X principe elettore di Sassonia |  |  |                                             |  |
| Giovanni Federico I, XI principe elettore di Sassonia     |                                              |                                                  |                                                                                          |  |  |       |  |  | Giovanni, X principe elettore di Sassonia |  |  |                                             |  |
|                                                           |                                              | Sofia di Mecleburgo-Schwerin                     | Magnus II, VI duca di Meclemburgo-Schwerin                                               |  |  |       |  |  |                                           |  |  |                                             |  |
|                                                           |                                              | Sofia di Mecleburgo-Schwerin                     | Magnus II, VI duca di Meclemburgo-Schwerin                                               |  |  |       |  |  |                                           |  |  |                                             |  |
|                                                           |                                              | Sofia di Mecleburgo-Schwerin                     | Sofia di Pomerania-Wolgast                                                               |  |  |       |  |  |                                           |  |  |                                             |  |
| Giovanni Federico II, I duca di Sassonia-Coburgo-Eisenach |                                              | Sofia di Mecleburgo-Schwerin                     |                                                                                          |  |  |       |  |  |                                           |  |  |                                             |  |
|                                                           |                                              | Giovanni III, V duca di Kleve                    | Giovanni II, IV duca di Kleve                                                            |  |  |       |  |  |                                           |  |  |                                             |  |
|                                                           |                                              | Giovanni III, V duca di Kleve                    | Giovanni II, IV duca di Kleve                                                            |  |  |       |  |  |                                           |  |  |                                             |  |
|                                                           |                                              | Giovanni III, V duca di Kleve                    | Matilde d'Assia                                                                          |  |  |       |  |  |                                           |  |  |                                             |  |
| Sibilla di Jülich-Kleve-Berg                              |                                              | Giovanni III, V duca di Kleve                    |                                                                                          |  |  |       |  |  |                                           |  |  |                                             |  |
|                                                           |                                              | Maria, IV duchessa di Jülich-Berg                | Guglielmo, III duca di Jülich-Berg                                                       |  |  |       |  |  |                                           |  |  |                                             |  |
|                                                           |                                              | Maria, IV duchessa di Jülich-Berg                | Guglielmo, III duca di Jülich-Berg                                                       |  |  |       |  |  |                                           |  |  |                                             |  |
|                                                           |                                              | Maria, IV duchessa di Jülich-Berg                | Sibilla di Brandeburgo                                                                   |  |  |       |  |  |                                           |  |  |                                             |  |
| Giovanni Ernesto, I duca di Sassonia-Eisenach             |                                              | Maria, IV duchessa di Jülich-Berg                |                                                                                          |  |  |       |  |  |                                           |  |  |                                             |  |
|                                                           | Giovanni II, IV conte del Palatinato-Simmern | Giovanni I, III conte del Palatinato-Simmern     |                                                                                          |  |  |       |  |  |                                           |  |  |                                             |  |
|                                                           | Giovanni II, IV conte del Palatinato-Simmern | Giovanni I, III conte del Palatinato-Simmern     |                                                                                          |  |  |       |  |  |                                           |  |  |                                             |  |
|                                                           | Giovanni II, IV conte del Palatinato-Simmern | Giovanna di Nassau-Saarbrücken                   |                                                                                          |  |  |       |  |  |                                           |  |  |                                             |  |
| Federico III, XI principe elettore del Palatinato         | Giovanni II, IV conte del Palatinato-Simmern |                                                  |                                                                                          |  |  |       |  |  |                                           |  |  |                                             |  |
|                                                           |                                              | Beatrice di Baden-Baden                          | Cristoforo I, VI margravio di Baden-Baden                                                |  |  |       |  |  |                                           |  |  |                                             |  |
|                                                           |                                              | Beatrice di Baden-Baden                          | Cristoforo I, VI margravio di Baden-Baden                                                |  |  |       |  |  |                                           |  |  |                                             |  |
|                                                           |                                              | Beatrice di Baden-Baden                          | Ottilia di Katzenelnbogen                                                                |  |  |       |  |  |                                           |  |  |                                             |  |
| Elisabetta del Palatinato                                 |                                              | Beatrice di Baden-Baden                          |                                                                                          |  |  |       |  |  |                                           |  |  |                                             |  |
|                                                           |                                              | Casimiro, VIII margravio di Brandeburgo-Kulmbach | Federico I, III margravio di Brandeburgo-Ansbach e VII margravio di Brandeburgo-Kulmbach |  |  |       |  |  |                                           |  |  |                                             |  |
|                                                           |                                              | Casimiro, VIII margravio di Brandeburgo-Kulmbach | Federico I, III margravio di Brandeburgo-Ansbach e VII margravio di Brandeburgo-Kulmbach |  |  |       |  |  |                                           |  |  |                                             |  |
|                                                           |                                              | Casimiro, VIII margravio di Brandeburgo-Kulmbach | Sofia di Polonia                                                                         |  |  |       |  |  |                                           |  |  |                                             |  |
| Maria di Brandeburgo-Kulmbach                             |                                              | Casimiro, VIII margravio di Brandeburgo-Kulmbach |                                                                                          |  |  |       |  |  |                                           |  |  |                                             |  |
|                                                           |                                              | Susanna di Baviera                               | Alberto IV, I duca di Baviera                                                            |  |  |       |  |  |                                           |  |  |                                             |  |
|                                                           |                                              | Susanna di Baviera                               | Alberto IV, I duca di Baviera                                                            |  |  |       |  |  |                                           |  |  |                                             |  |
|                                                           |                                              | Susanna di Baviera                               | Cunegonda d'Austria                                                                      |  |  |       |  |  |                                           |  |  |                                             |  |
|                                                           |                                              | Susanna di Baviera                               |                                                                                          |  |  |       |  |  |                                           |  |  |                                             |  |